# Ratolí vellutat de Lukolela
El ratolí vellutat de Lukolela (Congomys lukolelae) és una espècie de mamífer rosegador de la família dels múrids. És endèmic de la República Democràtica del Congo. El seu hàbitat natural són els boscos tropicals humits de plana. És una espècie en risc mínim, és a dir, no sembla que hi hagi cap amenaça significativa per a la seva supervivència. El seu nom específic, lukolelae, significa ‘de Lukolela’ en llatí.